# Carlos Tusquets
Carlos Tusquets y Trías de Bes (Barcelona, España; 26 de enero de 1951) es un economista y empresario español, desde el 27 de octubre de 2020 al 17 de marzo de 2021 presidió la Comisión Gestora del Fútbol Club Barcelona,club del que hasta la fecha presidía su comisión económica estratégica, y del cual fue tesorero en la época de la presidencia de José Luis Núñez.
Es el actual presidente de Trea Capital, del Banco Mediolanum, de la European Financial Planning Association (EFPA) y vicepresidente de INVERCO.
Entre 1989 y 1992 fue presidente del Círculo de Economía.

## Biografía
Economista de prestigio, cum laude en ciencias económicas y empresariales por la Universidad de Barcelona, ha llegado a ser presidente del Círculo de Economía. Es nieto de Josep Maria Trias de Bes i Giró, abogado y primer español en ser miembro del Tribunal Internacional de La Haya.
Es presidente de diferentes empresas (Trea Capital, Banco Mediolanum —el cual fundó como Banco de Finanzas e Inversiones (Fibanc) en 1983—, o la European Financial Planning Association), y ocupa el cargo de vicepresidente de INVERCO a nivel nacional, como cargos más destacados.
En su trayectoria profesional ha sido además tesorero del Fútbol Club Barcelona, y presidente de su comisión económica estratégica, desde la cual accedió a la presidencia como titular de la Comisión Gestora tras la dimisión de Bartomeu, según marcan sus estatutos.
Su primera vinculación al club fue el comienzo de una reputada carrera empresarial y económica que sin embargo se vio empañada con el Caso Pujol y en el que la Audiencia Nacional señaló a Tusquets como presunto socio de Jordi Pujol para esconder millones de euros entre Suiza y Luxemburgo. Las pesquisas judiciales encontraron vínculos entre ambos que confluían en torno al banco suizo Pictet y por la que se solicitó información más detallada de sus movimientos desde 2004 hasta la actualidad para poder evaluar el caso.